# 539
539 је била проста година.

## Догађаји
- Опсада Вавилона, персијски цар Кир, успева да скрене Еуфрат и улази у град кроз суво речно корито. Пад Нововавилонског, Халдејског царства. Јевреји су пуштени из ропства.
- Март – Готски рат: Готи и Бургунди поново заузимају Медиоланум (модерно Милано), након вишемесечне опсаде, град је достигао тачку гладовања. Византијски гарнизон (1.000 људи) се предао и поштеђен, али су становници масакрирани (према Прокопију 300.000 људи је убијено), а сам град је уништен.
- Велизар, који још увек опседа Равену, преговара о споразуму са Теодебертом (чије снаге болују од дизентерије), а Франци се повлаче у Галију. Византијска флота контролише Јадранско море и блокира луку главног града од снабдевања.
- Цар Јустинијан I постаје узнемирен поновним упадима варвара преко дунавске границе од стране Срба, Бугара, Гепида и Авара.[1]
- 29. новембар – Антиохију погодио земљотрес.
- Валтари убија свог стрица Вачоа и постаје краљ Лангобарда.
- Кинмеи је наследио свог брата Сенку и долази као 29. цар на престо Јапана.
- Четврта година глади широм света, последица екстремних временских прилика 535–536.